# Faye Dunaway
Dorothy Faye Dunaway, född 14 januari 1941 i Bascom i Jackson County, Florida, är en amerikansk skådespelare. Bland Dunaways filmer märks Bonnie och Clyde (1967), Äventyraren Thomas Crown (1968), Uppgörelsen (1969), Little Big Man (1970), De tre musketörerna (1973), Chinatown (1974), Skyskrapan brinner! (1974), Tre dagar för Condor (1975),  Network (1976), Ögon (1978), Mommie Dearest (1981), Barfly (1987), Mardrömmen (1990), Arizona Dream (1994), Don Juan DeMarco (1995), The Twilight of the Golds (1997), Gia (1998) och The Rules of Attraction (2002).

## Biografi
Faye Dunaways far var yrkesmilitär och familjen flyttade ideligen. Efter examen vid University of Florida for hon till New York. Där kom hon 1962 med i Lincoln Center Rep. Company och hade en del småroller, "off-Broadway".
Dunaway gjorde filmdebut 1967 i The Happening. Hennes stora genombrott kom samma år i Bonnie och Clyde där hon spelar en av titelrollerna mot Warren Beatty. Som en sval och grönögd blond skönhet kom hon under 1970-talet att bli en av de mest efterfrågade skådespelerskorna i såväl Hollywood som i internationella filmer.
Dunaway belönades med en Oscar för bästa kvinnliga huvudroll 1976 för sin medverkan i filmen Network. Hon har varit Oscarsnominerad vid ytterligare två tillfällen. Dunaway har en stjärna på Hollywood Walk of Fame. 1981 spelade hon Joan Crawford i filmen Mommie Dearest, baserad på Christina Crawfords bok. Filmen fick ojämn kritik och Dunaway tilldelades en Razzie Award för sämsta kvinnliga huvudroll, ett pris hon delade med Bo Derek för hennes insats i Tarzan, apmannen. Enligt Dunaway förstörde den filmen hennes karriär. De seriösa huvudrollerna blev färre och hon medverkade i filmer som Supergirl från 1984.

### Familj
Dunaway har varit gift två gånger och fick sitt enda barn, sonen Liam, när hon var 38 år gammal.

## Filmografi i urval

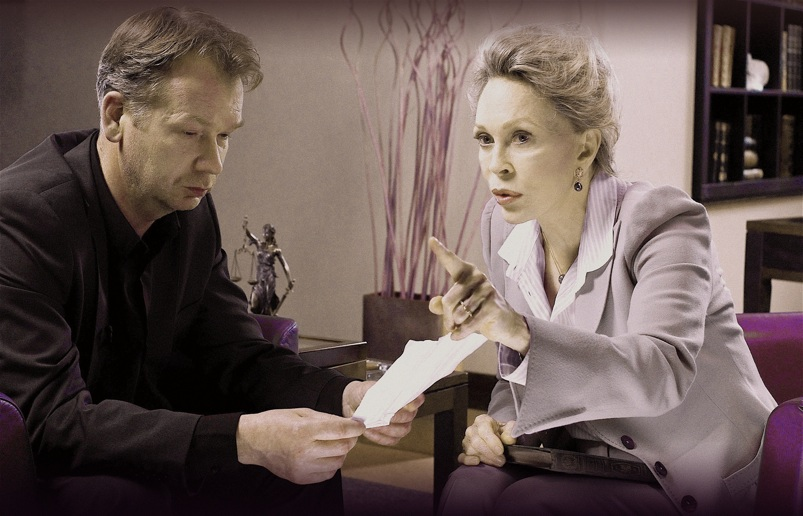
Faye Dunaway i Mirosław Baka, Balladyna (2009)

- 1966 – De spänningslystna
- 1967 – Bonnie och Clyde
- 1968 – Äventyraren Thomas Crown
- 1968 – Amanti
- 1969 – Uppgörelsen
- 1970 – Little Big Man
- 1973 – De tre musketörerna
- 1974 – Chinatown
- 1974 – De fyra musketörerna
- 1974 – Skyskrapan brinner!
- 1975 – Tre dagar för Condor
- 1976 – Network
- 1976 – De fördömdas resa
- 1978 – Ögon
- 1979 – Utmaningen
- 1980 – Mannen med ishackan
- 1981 – Mommie Dearest
- 1984 – Dödligt alibi
- 1984 – Supergirl
- 1987 – Barfly
- 1990 – Mardrömmen
- 1990 – The Two Jakes (röst)
- 1992 – Arizona Dream
- 1993 – The Temp
- 1994 – Don Juan DeMarco
- 1996 – Dunston checkar in
- 1996 – Albino Alligator
- 1996 – The Chamber
- 1998 – Gia
- 1998 – Fyra kvinnor
- 1999 – Äventyraren Thomas Crown
- 1999 – Jeanne d’Arc
- 2000 – The Yards
- 2002 – The Rules of Attraction
- 2002–2003 – Alias (TV-serie) (tre avsnitt)
- 2003 – Blind Horizon
- 2006 – Rain
- 2007 – Cougar Club
- 2007 – The Gene Generation
- 2009 – Midnatt vid floden

## Teater

### Roller
| År   | Roll           | Produktion                   | Regi       | Teater                                        |
| ---- | -------------- | ---------------------------- | ---------- | --------------------------------------------- |
| 1964 | Sjuksköterskan | After The Fall Arthur Miller | Elia Kazan | ANTA Washington Square Theatre, New York, USA |